# Hoflund-Syndrom
Das Hoflund-Syndrom (auch Funktionelle Magenstenose genannt) eine Erkrankung bei Wiederkäuern, die vor allem beim Hausrind auftritt. Sie wird durch eine Schädigung des Nervus vagus hervorgerufen („Vagus-Indigestion“). Die wurde erstmals 1940 von Sven Axel Hoflund genauer beschrieben.
Der Nervus vagus ist der 10. Hirnnerv und ist für die parasympathische Steuerung der Eingeweide und damit auch der Magenabteilungen zuständig. Entscheidend für das Hoflund-Syndrom ist die Störung in der Motorik des Netzmagens (auch Haube, lat. Reticulum genannt), der eine Art Verteilerstation in der komplexen Vormagenmotorik darstellt.

## Formen
Radostits, Blood & Gay unterscheiden drei Formen:
1. Pansenüberladung mit Hypermotorik
2. Pansenüberladung mit Atonie
3. Pylorusstenose

Wissenschaftlich geklärt ist bislang aber nicht, ob diese Formen vielleicht auch nur Stadien einer Erkrankung sind.

### Pansenüberladung mit Hypermotorik
Bei der Überladung des Pansens mit Hypermotorik  (gesteigerte Peristaltik) kommt es zu einer schaumigen Durchmischung des Panseninhaltes (Pansentympanie, Aufblähung). Außerdem zeigt der vordere (nicht geschädigte) Vagusabschnitt eine erhöhte Aktivität (Vagotonus), so dass es zu starkem Speicheln und Erbrechen kommt.
Auffallend ist ein aufgetriebenes Abdomen, das rechts wie eine halbe Birne und links (wo die Vormägen liegen) wie ein halber Apfel erscheint  (engl. pear + apple = „papple“). Darüber hinaus finden sich Inappetenz (Fressunlust) und Verringerung der Kotmenge.
Bei der klinischen Untersuchung des Pansens zeigt sich eine hohe Frequenz, aber geringe Intensität der Pansenbewegungen. Beidseitig kann ein Plätschern und Klingeln auftreten.

### Pansenüberladung mit Atonie
Hier kommt es zu einem Erliegen der Pansenmotorik. Hierdurch findet keine Durchmischung und Entleerung des Panseninhaltes statt und es kommt zu einer Pansenüberladung mit Aufgasung.
Diese Form tritt meist in der späten Trächtigkeit auf. Die Pansenmotorik ist stark herabgesetzt. Es kann ebenfalls ein Klingeln und Plätschern auf beiden Seiten hörbar sein.

### Pylorusstenose
Hier ist der untere Vagusast (Truncus vagalis ventralis) geschädigt. Die Stenose des Pylorus führt zu einer Labmagenüberladung und einem Rückfluss (Reflux) des Labmageninhalts in den Blättermagen mit entsprechenden metabolischen Folgen. Der salzsäurehaltige Labmageninhalt fließt zurück in den Hauben-Pansenraum, wodurch der pH-Wert abfällt und die Chlorid-Konzentration über 30 mmol/l ansteigt. Im Darm kann der Chlorid-Hydrogenkarbonat-Austausch nicht mehr stattfinden, woraus eine metabolische hypochlorämische Alkalose resultiert.

## Therapie
Eine Therapie ist nicht vielversprechend. Es können eine manuelle Entleerung der Vormägen versucht  und die Störungen des Flüssigkeits- und Elektrolythaushaltes korrigiert werden. Meist wird aus wirtschaftlichen Gründen aber eine Schlachtung des Tieres durchgeführt.
Demzufolge steht die Prophylaxe im Vordergrund. Diese besteht darin, eventuelle Fremdkörpererkrankungen rechtzeitig zu behandeln, damit es nicht zu entzündlichen Veränderungen im Bereich der Vormägen kommt, die als eine Hauptursache für das Hoflundsyndrom angesehen werden.